# امامزاده ابوالحسن
امامزاده ابوالحسن مربوط به دوره قاجار است و در شهرستان ساوجبلاغ، روستای مسکین آباد واقع شده و این اثر در تاریخ ۲۵ اردیبهشت ۱۳۸۰ با شمارهٔ ثبت ۳۸۳۰ به‌عنوان یکی از آثار ملی ایران به ثبت رسیده است.